# Trachyderes armatus
Trachyderes armatus là một loài bọ cánh cứng trong họ Cerambycidae.